# 30 Ilir
30 Ilir is een bestuurslaag in het regentschap Palembang van de provincie Zuid-Sumatra, Indonesië. 30 Ilir telt 20.198 inwoners (volkstelling 2010).